# Anyang Gymnasium
Anyang Gymnasium – hala widowiskowo-sportowa w mieście Anyang, w Korei Południowej. Może pomieścić 6690 widzów. Na hali rozgrywa swoje spotkania klub koszykówki Anyang KGC. Obiekt jest częścią kompleksu sportowego, na który składa się jeszcze m.in. lodowisko oraz stadion lekkoatletyczny.